# Kkwaenggwari
Kkwaenggwari (koreanisch: 꽹과리), regional auch kkaengmaegi, allgemein soe, ist ein kleiner flacher Gong in der koreanischen Musik, der zur Tonerzeugung mit einem Schlägel hart angeschlagen wird. Früher hauptsächlich in Musik und Tanz der Bauern verwendet, findet der hell klingende Gong heutzutage noch in Aufführungen wie Pungmulnori (풍물놀이), Tanz und Gesang mit vier Schlaginstrumenten und Samulnori (사물놀이), Trommeln mit vier Instrumenten Anwendung.
Diese Art von Gong wurde ebenfalls in königlich-rituellen Zeremonien verwendet, wurde hier aber sogeum (소금) (小金) genannt, nicht zu verwechseln mit sogeum (소금) (小笒), einer kleinen koreanischen Querflöte, die sich vom Namen her nur in der chinesischen Schreibweise von dem Gong unterscheidet.

## Bauform
Die kkwaenggwari besteht aus Messing und wird aus einem Stück gefertigt. Ihr Durchmesser beträgt 20 cm bei einer Bauhöhe von etwa 4 cm. Am nach innen umgebogenen Rand befindet sich eine Schlinge für den Daumen. Zum Kkwaenggwari gehört ein etwa 30 cm langer und 1,5 cm dicker Schlägel aus Bambus, an dessen Ende sich eine runde Holzscheibe mit abgerundeten Kanten als Schlagkopf befindet.  

## Spielweise

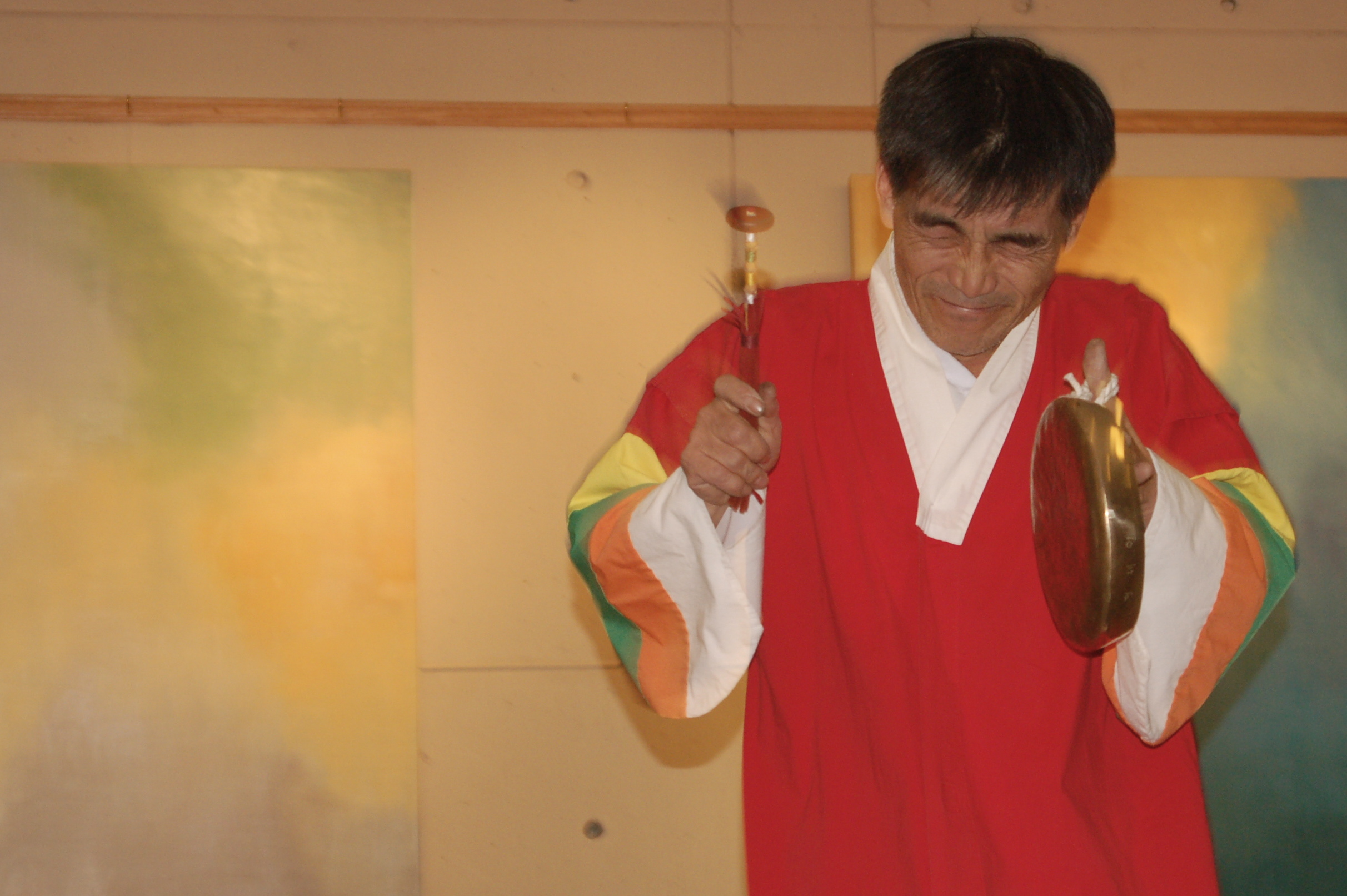
Kkwaenggwari-Spieler

In einer volkstümlichen Aufführung werden neben anderen Instrumenten in der Regel zwei Kkwaenggwari-Spieler als sangsoe (상쇠) und busoe (부쇠) eingesetzt. Sangsoe bedeutet so viel wie "erstes Metall", wogegen busoe als "zweites Metall" interpretiert wird. Der erste Spieler als sangsoe übernimmt den männlichen Part und führt die Musik mit lauten und schrillen Tönen, der zweite Spieler, dem der weibliche Part zugeordnet ist, begleitet die anderen Instrumente mit sanfteren Tönen. Beide Spieler stecken ihren Daumen der linken Hand durch die Schlaufe des Gongs und führen das Instrument mittels des Zeigefingers, der sich innenseitig am Rand befindet. Die restlichen Finger werden nach Bedarf zum Dämpfen der Töne verwendet. Die rechten Hand führt den Schlägel.